# Ząbrowo (Stare Pole)
Ząbrowo (tyska Sommerau) är en by i norra Polen. Den ligger i Pommerns vojvodskap, i Malbork powiat i kommunen (gmina) Stare Pole. Ząbrowo har 423 invånare.